# Thư viện trường Đại học Công nghệ Łódź
Thư viện trường Đại học Công nghệ Łódź (tiếng Ba Lan Biblioteka Politechniki ódzkiej, BPŁ) là một thư viện của Đại học Công nghệ Łódź, Łódź, Ba Lan. Thư viện được thành lập vào năm 1945. Nó bắt đầu cung cấp dịch vụ của mình với bộ sưu tập 930 đầu sách và bốn nhân viên. Ngày nay, thư viện cung cấp cách đầu sách được truy cập miễn phí tới hơn 250 nghìn cuốn sách và hơn 130 nghìn tạp chí, với các phòng đọc chứa hàng trăm địa điểm học tập và hơn 120 máy tính cho nhu cầu của người dùng và phòng cho nghiên cứu cá nhân và nhóm. Thư viện chính cũng bao gồmTrung tâm WIKAMP (Cơ sở ảo của Đại học Công nghệ Lodz) cũng như một phòng trưng bày nghệ thuật Biblio-Art.

## Xây dựng
Thư viện của Đại học Công nghệ Łódź nằm trong tòa nhà từng là một nhà máy cũ của Hiệp hội các sản phẩm len thuộc sở hữu của Frederick Wilhelm Schweikert.
Năm 1908, Hiệp hội các sản phẩm len thuộc sở hữu của Frederick Wilhelm Schweikert đã mua một mảnh đất tại số 223 đường Wólczańska của khu vực rộng hơn 10 000 m2. Khoảng năm 1910, một nhà kho của nhà máy năm tầng được dựng lên trên lô đất. Theo các giả định ban đầu, nó phải rộng 21 mét và dài khoảng 43 mét. Trong thời gian mở rộng vào năm 1913, tòa nhà đã bị kéo dài gần 18 mét về phía đông. Hơn nữa, một tòa tháp với một bể chứa nước ở trên đỉnh được xây dựng ở góc đông bắc. Ngày nay, tòa nhà rộng 22 m và dài 100 m. Một vài năm trước, tòa nhà và nội thất của nó đã được hồi sinh và thích nghi với nhu cầu của thư viện: sàn nhà, cửa sổ và cửa gỗ đã được thay thế, trần nhà được gia cố và nội thất được chuyển đổi. Thiết kế hồi sinh được phát triển bởi Autorska Pracownia Projektowa ARTA Sp. z.o.o. Việc khai trương chính thức của tòa nhà Thư viện là vào năm 2004.

## Chi nhánh
Thư viện và mạng thông tin của Đại học Công nghệ Łódź bao gồm Thư viện chính, 6 thư viện chi nhánh và thư viện của viện nghiên cứu. Thư viện chi nhánh bao gồm:
- Thư viện kiến trúc và kỹ thuật dân dụng
- Thư viện hóa học
- Thư viện khoa học công nghệ sinh học và thực phẩm
- Thư viện kỹ thuật điện và điện tử
- Thư viện cơ khí
- Thư viện phẫu thuật.

## Tổ chức
Thư viện thu thập tài liệu khoa học trong các lĩnh vực được đại diện tại trường đại học và trong các ngành liên quan cũng như các ấn phẩm hàng đầu của văn học nói chung. Các bộ sưu tập in được tổ chức trên bốn tầng thư viện trong vùng truy cập miễn phí và có thể tìm kiếm thông qua danh mục thư viện Symphony do công ty SirsiDynix cung cấp.
Thống kê năm 2016 chỉ ra rằng thư viện đã có:
- 254 598 cuốn sách,
- 138 843 báo chí định kỳ,
- 246 206 đầu sách được tính là bộ sưu tập đặc biệt (tiêu chuẩn Ba Lan, bằng sáng chế, luận án tiến sĩ, vv).

## Cơ sở dữ liệu
Thư viện cung cấp quyền truy cập vào cơ sở dữ liệu quốc gia và quốc tế và các dịch vụ trực tuyến. Nó cung cấp 83 cơ sở dữ liệu được cấp phép, 7 941 tạp chí điện tử và 209 901 sách điện tử.
Tài nguyên điện tử bao gồm ProQuest, EBSCO, Elsevier, Thư viện điện tử IEEE/IET, Thư viện Knigs, MEDLINE, Web of Knowledge và Thư viện trực tuyến Wiley. Một phần của bộ sưu tập tài nguyên in ấn của thư viện đã được số hóa và có thể được truy cập thông qua thư viện kỹ thuật số, có sẵn trong Thư viện kỹ thuật số khu vực Lodz CYBRA.